# Аронова, Мария Валерьевна
Мари́я Вале́рьевна Аро́нова (род. 11 марта 1972, Долгопрудный, Московская область, СССР) — российская актриса театра и кино, телеведущая; народная артистка Российской Федерации (2012), народная артистка Республики Северная Осетия—Алания (2015), лауреат Государственной премии Российской Федерации имени К. С. Станиславского (1994), а также кинопремий «Ника» (2008) и «Золотой орёл» (2008, 2021, 2022). С 1994 года — артистка Театра имени Е. Вахтангова.

## Биография
Родилась 11 марта 1972 года в городе Долгопрудный Московской области в семье инженера Валерия Максовича Аронова (1941—2022) и библиотекаря Людмилы Петровны Ароновой.
Дед по отцу — Макс Львович Аронов (1906—1988), еврей, был инженером-механиком; бабушка по отцу — Сима Владимировна Аронова, еврейка (урождённая Борисовская, (1914—1995).
Есть брат, Александр Аронов (род. 1968). В 1988 году окончил Московское художественное училище памяти 1905 года, художник-реставратор монументальной и темперной живописи.
До поступления в ВУЗ работала в Долгопрудненском народном театре в ДК «Вперёд» под руководством Ирины Николаевны Тихоновой, которую до сих пор считает «крёстной мамой» своей театральной карьеры.
В 1994 году окончила Высшее театральное училище имени Б. В. Щукина (курс В. В. Иванова), однокурсницей Ароновой была Нонна Гришаева.
Со второго курса (по приглашению Аркадия Каца) играет в театре им. Вахтангова.
Снималась в детской передаче «Улица Сезам» («ОРТ», «НТВ», «СТС»).
Была одной из актрис юмористической телепередачи «Оба-на!» (выпуски «Из жизни доктора Адама», «О женщинах», «Кинофестиваль „Золотой Василий“», «Музогрыз», «От кутюр» и др.)
Широкую известность получила благодаря ролям в сериалах «Клубничка», «Остановка по требованию», «Солдаты» и «Восьмидесятые».
В кино часто играет комедийные роли второго плана.
Вела передачи «Рядом с тобой» на «РТР» (в 2002 году) и «Кулинарная семейка» на канале «ТВ Центр».
В качестве приглашённого артиста работает в Московском драматическом театре имени А. С. Пушкина, задействована в антрепризных проектах.
С 2005 по 2010 год ежегодно вела церемонию награждения лауреатов Московской театральной премией «Хрустальная Турандот». Её партнёрами по ведению церемоний становились: в 2005 году — Дмитрий Назаров, в 2006 — Александр Адабашьян, в 2007 — Роман Мадянов, в 2008 — Фёдор Добронравов, в 2009 — Виктор Добронравов, в 2010 — Михаил Полицеймако.
С 28 мая по 12 ноября 2012 года вела программу «Всё будет хорошо!» (до октября того же года — «Люблю, не могу!») на телеканале «Россия-1».
С 4 апреля по 30 мая 2021 года — ведущая познавательного шоу «Доктора против интернета» на «Первом канале».

### Семья
Проживает в городе Долгопрудном со вторым мужем Евгением Фоминым. Евгений работал начальником транспортного цеха в том же театре, где и жена. Долгое время они состояли в незарегистрированном браке, а 11 марта 2018 года оформили свои отношения.
Двое детей: сын (от первого (умершего) мужа Владислава) Владислав Гандрабура (род. 9 августа 1991 год, окончил школу экстерном, учился в кулинарном колледже, окончил Щукинское училище, служит в том же театре) и дочь Серафима (род. 23 апреля 2004).

## Творчество

### Роли в театре

#### Театр имени Е. Б. Вахтангова
- «Женитьба Бальзаминова» А. Н. Островского — Белотелова
- «Трёхгрошовая опера» Б. Брехта — Селия Пичем
- «Я тебя больше не знаю, милый» — Секретарша
- «Варвары» М. Горького — Надежда Монахова
- «Весёлые парни» — Медсестра
- «Левша» — Нюрка
- «Амфитрион» — Клеантида, служанка Алкмены, жена Созия
- «Дядюшкин сон» Ф. М. Достоевского — Марья Александровна Москалёва
- «За двумя зайцами» Михаила Старицкого — Проня
- «Царская охота» — Императрица Екатерина (первые сцены спектакля были поставлены в качестве курсовой работы в Щукинском училище. Партнёром в училище был Кирилл Пирогов, исполнивший роль лакея)
- «Мадемуазель Нитуш» — Начальница монастырского пансиона
- «Троил и Крессида» У. Шекспира — Елена
- «Обычное дело» Рэя Куни — Джейн
- Аудиоспектакль-променад «Вахтангов. Путь к Турандот» — Лидия Дейкун
- «Мёртвые души» Н. В. Гоголя — Она

#### Арт-Партнёр XXI
- «Свободная пара» — Антония

#### Театральная компания «Маскарад»
- «Приворотное зелье» — Сострата
- «Лес» А. Н. Островского — Гурмыжская

#### Продюсерская компания Воропаева
- «Барские забавы»
- «Весельчаки»

#### Театр им. А. С. Пушкина
- «Девичник Club»[24] — Ида

#### Продюсерский центр «Оазис»
- «Гастрольное танго»
- «Маленькие комедии»

#### Международный театральный центр «Шанс»
- «Всё сначала»

#### Дом Музыки / ММДМ
- «ЦветаеваGALA» — Марина Цветаева

#### Продюсерская компания «М-Арт»
- «С чистого листа» Антуана Ро — Катрин

### Роли в кино
- 1995 — Летние люди — Ольга Дудакова
- 1995 — Московские каникулы — аферистка
- 1996 — 1997 — Клубничка — Анастасия Кошкина, хозяйка кафе
- 1997 — 12 с половиной кресел, или Всё наоборот
- 1997 — Это несерьёзно
- 2000 — Остановка по требованию — Гера
- 2000 — Формула счастья
- 2001 — Next — секретарь ректора университета
- 2001 — Московские окна — Евгения Корнеева
- 2001 — Мамука
- 2001 — Остановка по требованию 2
- 2002 — Бригада — Екатерина Николаевна, сестра Татьяны Николаевны, тётя Саши Белова
- 2002 — Всё, что ты любишь
- 2002 — Дорога — начальница
- 2002 — Ледниковый период — свидетельница
- 2002 — Лифт уходит по расписанию — Лариса
- 2002 — Улыбка Мелометы — мать Любаши
- 2002 — Ха!
- 2002 — Юрики
- 2003 — Лучший город Земли — Евгения Корнеева
- 2003 — Ангел на дорогах — Надя
- 2003 — Дружная семейка — управдом Морозова / общественница
- 2004 — Дети Арбата
- 2004 — 2007 — Солдаты — продавщица Эвелина Георгиевна
- 2005 — Кушать подано! — Лёля, приглашённая кухарка из агентства «Пальчики оближешь»
- 2005 — Охота на изюбря — эпизод
- 2006 — Андерсен. Жизнь без любви — фру Мейслинг, жена ректора гимназии
- 2006 — Бедная крошка — Жаба-Свекровь
- 2006 — Кто приходит в зимний вечер — Зина, она же Снегурочка
- 2006 — Старая подруга — мать невесты Олега
- 2007 — Карнавальная ночь 2, или 50 лет спустя — Маша, секретарша Кабачкова
- 2007 — Артистка — Муся, соседка актрисы Анны Петровой
- 2007 — В ожидании чуда — продавец в магазине «Щастье»
- 2007 — Право на счастье — мама Лёли
- 2007 — Приключения солдата Ивана Чонкина — Люшка Мякишева
- 2007 — Грех — Захаровна
- 2007 — Долг — Захаровна
- 2008 — Москва улыбается
- 2008 — Сказка о женщине и мужчине (Украина) — Инга, подруга Марии
- 2008 — Тариф Новогодний — водитель автобуса
- 2009 — Варенье из сакуры — Валентина
- 2009 — Не родись красивым — Марина
- 2010 — Я подарю себе чудо
- 2011 — Откровения — Любимцева, регистратор
- 2011 — Охотники за бриллиантами — Галина Брежнева
- 2012 — Соседи — Алла Полевая
- 2012 — 2016 — Восьмидесятые — Людмила Смирнова, мама Вани Смирнова
- 2013 — Деффчонки — Елена Петровна Ржевская, мама Лёли
- 2013 — Марафон — директор Дома престарелых
- 2013 — Братья по обмену — Тамара Николаевна
- 2014 — Копы из Перетопа — жена Заботина
- 2014 — Коньки для чемпионки — Валерия Волкова
- 2015 — Батальонъ — Мария Бочкарёва
- 2018 — Лёд — Ирина Сергеевна Шаталина, тренер
- 2020 — Филатов — Лора Пална, секретарь Андрея Филатова
- 2020 — Лёд 2 — Ирина Сергеевна Шаталина, тренер
- 2021 — Пара из будущего — Саша в 2040
- 2023 — Праздники — Наталья Николаевна Пыжова
- 2023 — Я делаю шаг — Нина Петровна
- 2024 — Бременские музыканты — Атаманша
- 2024 — Лёд 3 — Ирина Сергеевна Шаталина, тренер
- 2025 — Олдскул — Мария Трифонова

### Киножурнал «Ералаш»
- 2001 — Выпуск № 148 (сюжет «Тихо! Идёт контрольная»)[25] — учительница математики (нет в титрах)
- 2004 — Выпуск № 173 (сюжет «Грызуны»)[26] — мама Алёши Зайцева

### Озвучивание мультфильмов
- 2004 — «Столичный сувенир» — проводница
- 2004 — «Щелкунчик» — Мышильда / Тень Мышильды / няня Принца
- 2004 — «Буревестник» — учительница
- 2009 — «Наша Маша и волшебный орех» — Утка

### Дубляж
- 2008 — «Особо опасен» (США, Германия) — Дженис, начальница Уэсли Гибсона
- 2009 — «Правдивая история кота в сапогах» (Франция) — Королева[27]
- 2012 — «Золушка: Полный вперёд!» (Франция, Бельгия) — Мачеха
- 2016 — «Зверополис» (США) — Мисс Барашкис (Дурашкис)[28]

## Признание и награды
- 1994 — премия им. К. С. Станиславского за роль Екатерины Великой в постановке «Царская охота»
- 1998 — «Хрустальная Турандот» за лучшую женскую роль театрального сезона 1997/1998 гг.[29]
- 2004 — Заслуженная артистка Российской Федерации (2 февраля 2004 года) — за заслуги в области искусства[30]
- 2008 — «Ника» за лучшую женскую роль второго плана в картине «Артистка» Станислава Говорухина
- 2008 — премия «Золотой орёл» за лучшую женскую роль второго плана (фильм «Артистка»)
- 2009 — премия «Звезда Театрала» в номинации «Лучший эпизод или роль второго плана»
- 2012 — Народная артистка Российской Федерации (21 марта 2012 года) — за большие заслуги в области кинематографического, музыкального, театрального, хореографического и циркового искусства[2]
- 2015 — Народная артистка Республики Северная Осетия — Алания — за вклад в развитие театрального искусства и высокое исполнительское мастерство[31]
- 2016 — приз «Быстрый лев» за лучшую женскую роль в картине Батальонъ[32] на кинофестивале стран БРИКС в Йоханесбурге (ЮАР).
- 2021 — Орден Дружбы (10 сентября 2021 года) — за большой вклад в развитие отечественной культуры и искусства, многолетнюю плодотворную деятельность[33].
- 2022 — премия «Золотой орёл» в номинации «Лучшая женская роль в кино» (фильм «Пара из будущего»)[34]

## Скандал
16 октября 2012 года в эфире ток-шоу «Всё будет хорошо!» ведущая Мария Аронова обратилась к гостям, дети которых страдают синдромом Дауна, с вопросом: «Вы когда ночью проходите по тёмному коридору, вы не боитесь, что ваш 11-летний ребёнок вас прирежет? Или что даст вам по голове тяжёлым утюгом? Если вы хотя бы на секунду знаете, что означает данное заболевание, этот ребёнок может убить своего близкого!». Адвокаты актрисы Эвелины Блёданс, матери ребёнка с синдромом Дауна, направили жалобу в Роскомнадзор на медиахолдинг «ВГТРК» и ведущую передачи Марию Аронову за её слова о детях-инвалидах.
После выхода передачи в эфир актриса Эвелина Блёданс обвинила Аронову в клевете и потребовала от неё привести статистику убийств, совершённых детьми с синдромом Дауна. «Если госпожа Аронова позволяет себе в эфире федерального канала, на всю страну, неоднократно и абсолютно хладнокровно обвинять деток с СД в такой криминальной перспективе, значит, по всей видимости, Мария Валерьевна знает больше, чем мы, родители детей с СД», — написала Блёданс в своём ЖЖ. Актриса также добавила, что готовит иск к телеведущей. Примирение сторон произошло на шоу канала «НТВ» «Центральное телевидение», на котором Мария Аронова в присутствии Эвелины Блёданс и других родителей детей с синдромом Дауна принесла публичные извинения, при этом указав на то, что её слова были неверно истолкованы, так как Аронова говорила про конкретного ребёнка героини программы «Всё будет хорошо!», проявлявшего агрессию и неуправляемое поведение, а не о всех детях с СД. По окончании программы Мария Аронова и Эвелина Блёданс обнялись в студии и выразили общее сожаление из-за разразившегося скандала.